# Koano
Koano  (ou Koan, Koana) est un village du Cameroun situé dans le département du Manyu et la Région du Sud-Ouest. Il fait partie de l'arrondissement d'Upper Bayang et du canton de Kendem.

## Population
En 1953, la localité comptait 71 habitants, puis 134 en 1967, principalement des Banyang.
Lors du recensement de 2005, Koano comptait 271 habitants.